# Liste des comtes palatins de Bourgogne
 (mai 2013).
Si vous disposez d'ouvrages ou d'articles de référence ou si vous connaissez des sites web de qualité traitant du thème abordé ici, merci de compléter l'article en donnant les références utiles à sa vérifiabilité et en les liant à la section « Notes et références ».

Armoiries du comté palatin de Bourgogne.

Liste des comtes palatins du comté de Bourgogne palatine de 982 à 1678.

## Maison d'Ivrée
Descendant de Bérenger II.
| Règne     | Nom                         | Vie              | Observations | Portrait |
| --------- | --------------------------- | ---------------- | --- | -------- |
| 982-1026  | Otte-Guillaume de Bourgogne | (962 - 1026)     | fils du roi Aubert Ier d'Italie |          |
| 1026-1057 | Renaud Ier de Bourgogne     | (986-1057)       | fils du précédent |          |
| 1057-1087 | Guillaume Ier de Bourgogne  | (1020-1087)      | dit le Grand, comte de Bourgogne, comte de Mâcon, fils du précédent. Père du pape Calixte II, et de Raymond, comte de Galice, souche des Bourgogne-Castille et León      |          |
| 1087-1097 | Renaud II de Bourgogne      | (1061-1097)      | comte de Bourgogne, comte de Mâcon, fils du précédent |          |
| 1097-1102 | Étienne Ier de Bourgogne    | (1065-1102)      | comte titulaire de Bourgogne (1097-1102), frère du précédent |          |
| 1102-1148 | Renaud III de Bourgogne     | (v. 1090-1148)   | comte de Mâcon (1102-1148), comte titulaire de Bourgogne (1102-1127), comte de Bourgogne (1127-1148), fils du précédent                                                  |          |
| 1097-1125 | Guillaume II de Bourgogne   | (v. 1075-1125)   | dit l'Allemand, comte (de fait) de Bourgogne (1097-1125), comte de Mâcon (1097), fils du comte Renaud II                                                                 |          |
| 1125-1127 | Guillaume III de Bourgogne  | (1110-1127)      | dit l'Enfant, décédé à 17 ans sans avoir régné et sans descendance, fils du précédent                                                                                    |          |
| 1128-1152 | Conrad Ier de Zähringen     | (v. 1090.1152)   | oncle maternel du précédent, investi par l'empereur |          |
| 1148-1184 | Béatrice Ire de Bourgogne   | (vers 1145-1184) | comtesse de Bourgogne, fille unique du comte Renaud III de Bourgogne sous régence de son oncle Guillaume IV , comte de Mâcon et comte titulaire de Bourgogne (1148-1155) |          |

## Maison de Hohenstaufen

Premiers armes des comtes de Bourgogne.

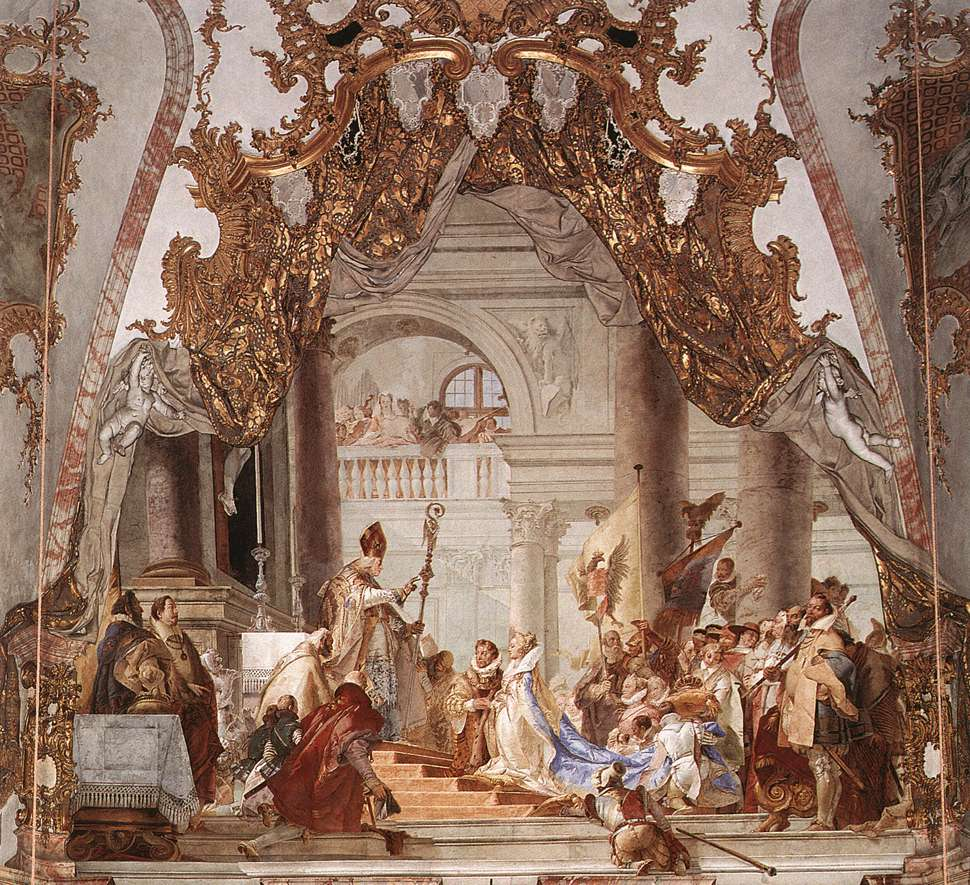
Mariage de la comtesse Béatrice Ire de Bourgogne avec l'empereur Frédéric Barberousse, fresque de Tiepolo à la résidence de Wurtzbourg.

En 1156, la comtesse Béatrice Ire de Bourgogne épouse l'empereur germanique Frédéric Barberousse à Wurtzbourg et lui apporte en dot le comté de Bourgogne.
| Règne     | Nom                       | Vie         | Observations                                                                                   | Portrait |
| --------- | ------------------------- | ----------- | ---------------------------------------------------------------------------------------------- | -------- |
| 1156-1190 | Frédéric Ier Barberousse  | (1122-1190) | empereur romain germanique (1155-1190), comte de Bourgogne (1156-1190), époux de la précédente |          |
| 1190-1200 | Otton Ier de Hohenstaufen | (1171-1200) | comte de Bourgogne, fils du précédent                                                          |          |
| 1200-1205 | Jeanne Ire de Bourgogne   | (1191-1205) | comtesse de Bourgogne, fille aînée du précédent                                                |          |
| 1205-1231 | Béatrice II de Bourgogne  | (1193-1231) | comtesse de Bourgogne, sœur cadette de la précédente                                           |          |

## Maison d'Andechs
| Règne     | Nom                                     | Vie         | Observations | Portrait |
| --------- | --------------------------------------- | ----------- | --- | -------- |
| 1208-1231 | Otton II de Bourgogne                   | (1180-1234) | (Otton Ier d'Andechs et de Méranie), duc d'Andechs et de Méranie (1204-1231), comte de Bourgogne (1208-1231), époux de la précédente |          |
| 1231-1248 | Otton III de Bourgogne                  | (1208-1248) | (Otton II de Méranie), comte de Bourgogne (1231-1248), duc de Méranie (1234-1248), fils des précédents                               |          |
| 1248-1279 | Adélaïde Ire de Bourgogne (ou Alix Ire) | (1209-1279) | Alix d'Andechs et de Méranie, comtesse de Bourgogne, sœur du précédent                                                               |          |

## Maison d'Ivrée

Blason depuis 1280.

Vers 1280, Otton IV renonce au blason à l'aigle et en adopte un autre pour marquer son rapprochement avec la France.
| Règne       | Nom                    | Vie             | Observations | Portrait |
| ----------- | ---------------------- | --------------- | --- | -------- |
| 1279 - 1303 | Otton IV               | (av. 1248-1303) | Comte titulaire de Chalon (1267), comte de Bourgogne (1279-1295), comte titulaire de Bourgogne (1295-1303), fils de la comtesse Adélaïde et du comte Hugues        |          |
| 1303 - 1330 | Jeanne II de Bourgogne | (v. 1291-1330)  | comtesse de Bourgogne, puis comtesse d'Artois (1329-1330), fille du précédent - Reine de France (épouse de Philippe V le Long\|, comte Philippe Ier de Bourgogne ) |          |

## Capétiens directs
| Règne     | Nom                     | Vie         | Observations | Portrait |
| --------- | ----------------------- | ----------- | --- | -------- |
| 1330-1347 | Jeanne III de Bourgogne | (1308-1347) | fille des précédents. De son propre chef : comtesse de Bourgogne (1330-1347), comtesse d'Artois (1330-1347) Par mariage : duchesse de Bourgogne (1318-1347) |          |

## Maison capétienne de Bourgogne
| Règne     | Nom                      | Vie         | Observations | Portrait |
| --------- | ------------------------ | ----------- | --- | -------- |
| 1347-1361 | Philippe II de Bourgogne | (1346-1361) | dit Philippe de Rouvres, petit-fils des précédents, fils de Philippe de Bourgogne (1323-1346) et de Jeanne Ire d'Auvergne (1326-1360), comtesse d'Auvergne et comtesse de Boulogne, Comte de Bourgogne (1347-1361), comte d'Artois (1347-1361), duc de Bourgogne Philippe Ier de Rouvres (1349-1361), comte d'Auvergne (1360-1361) et comte de Boulogne (1360-1361) |          |
| 1361-1382 | Marguerite Ire de France | (1310-1382) | fille du roi de France Philippe V le Long, Philippe Ier de Bourgogne-comté) et de la comtesse Jeanne II, héritière de son petit-neveu Philippe Ier pour les comtés de Bourgogne et d'Artois, Comtesse de Bourgogne (1361-1382) et comtesse d'Artois (1361-1382) |          |

## Maison de Dampierre
| Règne     | Nom                      | Vie         | Observations | Portrait |
| --------- | ------------------------ | ----------- | --- | -------- |
| 1382-1384 | Louis Ier de Flandre     | (1330-1384) | comte de Bourgogne, comte de Flandre Louis II de Mâle, duc de Brabant (titre prétendu), comte de Nevers, comte de Rethel, comte d'Artois, fils de la précédente |          |
| 1384-1405 | Marguerite II de Flandre | (1350-1405) | comtesse de Bourgogne Marguerite III de Flandre (1384-1405), duchesse de Bourgogne (1357-1361) et autres titres...                                              |          |

## Maison de Valois-Bourgogne
| Règne     | Nom                                                            | Vie         | Observations | Portrait |
| --------- | -------------------------------------------------------------- | ----------- | --- | -------- |
| 1384-1404 | Philippe II de Bourgogne-duché/Philippe III de Bourgogne-Comté | (1342-1404) | (dit Philippe le Hardi), quatrième et dernier fils du roi Jean II de France, dit « Jean le Bon », et de Bonne de Luxembourg. Premier Duc de Bourgogne de la maison de Valois-Bourgogne, comte de Bourgogne (1384-1404), comte d'Artois et de Flandre (et autres terres) |          |
| 1404-1419 | Jean Ier de Bourgogne                                          | (1371-1419) | (dit Jean sans peur), fils des précédents. Deuxième Duc de Bourgogne de la maison Valois-Bourgogne, comte de Bourgogne (1404-1419), comte d'Artois et de Flandre (1404-1419) (et autres terres)                                                                         |          |
| 1419-1467 | Philippe III de Bourgogne/Philippe IV de Bourgogne-Comté       | (1396-1467) | (dit Philippe le Bon), fils du précédent. Troisième Duc de Bourgogne de la maison Valois-Bourgogne, comte de Bourgogne (1419-1467), comte d'Artois et de Flandre (et autres terres)                                                                                     |          |
| 1467-1477 | Charles Ier de Bourgogne                                       | (1433–1477) | (dit Charles le Téméraire), fils du précédent. Quatrième et dernier Duc de Bourgogne de la maison Valois-Bourgogne, comte de Bourgogne (1467-1477), comte d'Artois et de Flandre (et autres terres)                                                                     |          |
| 1477-1482 | Marie de Bourgogne                                             | (1457-1482) | Duchesse titulaire de Bourgogne, comtesse de Bourgogne, comtesse d'Artois et de Flandre, fille de Charles le Téméraire |          |

## Maison de Habsbourg d'Autriche et d'Espagne
| Règne     | Nom                                          | Vie         | Observations | Portrait |
| --------- | -------------------------------------------- | ----------- | --- | -------- |
| 1477-1482 | Maximilien Ier de Habsbourg                  | (1459-1519) | Empereur romain germanique, duc titulaire de Bourgogne, comte de Bourgogne, époux de la précédente                                                                                         |          |
| 1493-1506 | Philippe Ier/Philippe V de Bourgogne-Comté   | (1478-1506) | Duc titulaire de Bourgogne (Philippe IV) (1482), comte de Bourgogne, roi de Castille let de León (Philippe Ier le Beau), fils des précédents, époux de Jeanne de Castille, dite "la Folle" |          |
| 1506-1558 | Charles II de Bourgogne- comté               | (1500-1558) | Empereur romain germanique (Charles Quint), Roi d'Espagne, duc titulaire de Bourgogne, comte de Bourgogne, comte d'Artois, fils du précédent                                               |          |
| 1558-1598 | Philippe II/Philippe VI de Bourgogne-Comté   | (1527-1598) | roi d'Espagne (Philippe II), duc titulaire de Bourgogne, comte de Bourgogne, comte d'Artois, fils du précédent                                                                             |          |
| 1598-1621 | Philippe III/Philippe VII de Bourgogne-comté | (1578-1621) | Roi d'Espagne (Philippe III), duc titulaire de Bourgogne, comte de Bourgogne, comte d'Artois, fils du précédent                                                                            |          |
| 1621-1665 | Philippe IV/Philippe VIII de Bourgogne-Comté | (1605-1665) | roi d'Espagne (Philippe IV), duc titulaire de Bourgogne, comte de Bourgogne, comte d'Artois, fils du précédent                                                                             |          |
| 1665-1678 | Charles II/Charles III de Bourgogne-Comté    | (1661-1700) | roi d'Espagne (Charles II)), duc titulaire de Bourgogne, comte de Bourgogne, fils du précédent                                                                                             |          |

*Philippe III d'Espagne n’a été comte de Bourgogne qu'un an, car Isabelle Claire Eugénied'Autriche, souveraine de 1598 à 1621 puis gouvernante de 1621 à 1633, a épousé, en 1599, Albert archiduc d’Autriche, qui devient ainsi comte de Bourgogne jusqu'en  sa mort en 1621.

## Rattachement à la France
1678 : Louis XIV rattache le comté de Bourgogne au domaine royal de France et à la lignée des rois de France par guerre et traité de Nimègue, et par mariage avec Marie-Thérèse de Habsbourg d'Espagne, sœur du roi d’Espagne Charles II.